# Hohlkugelstruktur
Hohlkugelstrukturen sind eine Untergruppe der zellularen Werkstoffe. Die Strukturen bestehen aus kugelförmigen Zellen enger Durchmesserverteilung. Man unterscheidet metallische und keramische Hohlkugelstrukturen. 
Eine mögliche Herstellungsvariante ist das Sintern von mit Metallpulver bzw. Keramikpulver beschichteten Schaumpolystyrolkugeln. Generell können als Sinterpulver fast alle gängigen sinterbaren Werkstoffe zum Einsatz kommen.

## Metallische Hohlkugelstrukturen
Metallische Hohlkugelstrukturen können als ein Metallschaum beschrieben werden, welcher sich durch eine Kombination von offener und geschlossener Porosität und durch kugelförmige Zellen mit exakt einstellbaren Zelldurchmessern und Zellwandstärken auszeichnet.

## Werkstoffe und Eigenschaften
Abhängig vom Kugeldurchmesser und der Dicke der Kugelschale lassen sich metallische Hohlkugelstrukturen mit unterschiedlichen Dichten erzeugen. Typische Werte liegen zwischen 0,3 und 1,5 g/cm³. Durch entsprechende Gestaltung des Herstellungsverfahrens können die Wände der kugelförmigen Zellen dicht oder auch offen porös ausgeführt werden.
Übliche Werkstoffe metallischer Hohlkugelstrukturen sind:
- Niedriglegierter Stahl
- Edelstähle (z. B. 1.4404, 1.4841, 1.4767)
- Nickel und Nickellegierungen
- Intermetallische Verbindung
- Molybdän
- Wolfram
- Edelmetalle

## Einsatzgebiete
Das Herstellungsverfahren wurde inzwischen so weit entwickelt, dass eine Herstellung der Strukturen im Technikums-Maßstab möglich ist und der Beginn einer industriellen Herstellung unmittelbar bevorsteht. 
Mögliche Anwendungsgebiete sind beispielsweise:
- Akustik (Schallabsorption im Fahrzeug- und Maschinenbau)
- Hitzeschutz
- Aufnahme mechanischer Energie (Crash-Absorber)
- Turbinenbau (abrasive Dichtungen)
- Leichtbaustrukturen (Realisierung leichter, biegesteifer Konstruktionen)

Dabei stehen sie im Wettbewerb zu ähnlichen Werkstoffgruppen, wie Metallschäumen oder Keramikschäumen.